# I’mlostinParis
I’mlostinParis – budynek mieszkalny w Paryżu, osłonięty z zewnątrz przez 1200 hydroponicznie hodowanych paproci nerecznica samcza. Powierzchnia mieszkalna – 130 m. Budynek został zaprojektowany przez firmę R&Sie(n), zespół: François Roche, Stéphanie Lavaux, Jean Navarro.